# Susan Nigh
Susan Nigh (verheiratete Turpin; * 5. Oktober 1947) ist eine ehemalige kanadische Hochspringerin.
1966 wurde sie Vierte bei den British Empire and Commonwealth Games in Kingston, und 1967 gewann sie Silber bei den Panamerikanischen Spielen in Winnipeg.
Ihre persönliche Bestleistung von 1,77 m stellte sie am 11. Juli 1972 in Toronto auf.
Von 1965 bis 1967 wurde sie dreimal in Folge Kanadische Meisterin.